# Mary Aikenhead
Madre Mary Frances Aikenhead (19 de janeiro de 1787 – 22 de julho de 1858) nasceu em Daunt's Square, em Grand Parade, Cork, Irlanda. Descrita como uma das maiores líderes da enfermagem, ela foi a fundadora do instituto religioso católico, das Religiosas da Caridade, das Irmãs da Caridade da Austrália e do St. Vincent's Hospital, em Dublin.

## Biografia
A filha de David Aikenhead, médico, membro da Igreja Anglicana da Irlanda, e Mary Stacpole, católica romana. Seu avô, também chamado David Aikenhead, era um cavalheiro escocês que abandonou sua profissão militar, casou-se com uma senhora de Limerick, Miss Anne Wight e se estabeleceu em Cork. Maria foi batizada na Comunhão Anglicana em 4 de abril de 1787. Mary era bastante frágil e provavelmente considerada asmática e foi recomendado que ela fosse criada com uma babá chamada Mary Rourke, que morava em um terreno mais alto em Eason's Hill, Shandon, Cork. Pensa-se que Maria foi secretamente batizada católica desde cedo por Mary Rourke, que era uma católica devota. Seus pais a visitavam toda semana até 1793, quando seu pai decidiu que queria que ela voltasse a se juntar à família em Daunt's Square. Os Rourkes também se juntaram à família e trabalharam como servos da família.
No início da década de 1790, o Dr. Aikenhead se interessou pelos princípios dos Irlandeses Unidos  Em uma ocasião Lord Edward Fitzgerald disfarçado de Quaker buscou refúgio na casa de Aikenhead. Ele estava jantando com a família quando a casa foi cercada por tropas com o xerife à frente. O visitante conseguiu desaparecer e alcançar a segurança do outro lado do rio. A casa foi revistada, mas por causa da fidelidade de seus aprendizes que conheciam e guardavam o segredo do médico, nenhum documento incriminador foi encontrado.
Por volta dos nove anos de idade, Mary começou a passar bastante tempo visitando sua avó materna, onde foi exposta às crenças e práticas católicas por meio de sua tia viúva, Sra. Gorman. Depois que seu pai se aposentou, ele ficou doente e foi recebido na Igreja Católica Romana antes de morrer em 15 de dezembro de 1801. Seis meses depois, aos quinze anos, Mary foi batizada como católica romana em 6 de junho de 1802.
Em 1808, Mary foi ficar com sua amiga Anne O'Brien em Dublin. Aqui ela testemunhou o desemprego e a pobreza generalizados e logo começou a acompanhar sua amiga nas visitas aos pobres e doentes em suas casas.

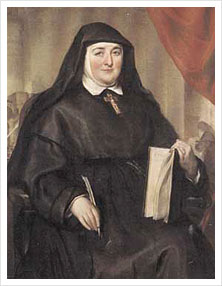
Madre Mary Augustine

Ela era ativa em obras de caridade, mas não conseguiu encontrar um instituto religioso dedicado ao trabalho de caridade. Ela compartilhou essa ideia com o Arcebispo Murray, Bispo Coadjutor de Dublin que era amigo de O'Brian. Murray voltou mais tarde e disse que traria uma ordem francesa para a Irlanda se Aikenhead a liderasse. Para se preparar para esta tarefa, tornou-se noviça de 1812 a 1815 no Convento do Instituto da Santíssima Virgem em Micklegate Bar, York. Ela assumiu o nome que manteve até a morte, Irmã Maria Agostinho, embora sempre conhecida no mundo como "Sra. Aikenhead".  `
Em 1º de setembro de 1815, os primeiros membros do novo instituto fizeram seus votos, sendo a Irmã Maria Agostinho nomeada Superiora-Geral. Somado aos tradicionais três votos de pobreza, castidade e obediência, havia um quarto voto: dedicar suas vidas ao serviço dos pobres.
Na época em que Aikenhead estabeleceu sua congregação, havia apenas uma centena de mulheres em ordens religiosas na Irlanda, todas contemplativas fechadas.
Os dezesseis anos seguintes foram preenchidos com o árduo trabalho de organizar a comunidade e estender sua esfera de trabalho a todas as fases da caridade, principalmente hospital e trabalho de resgate. Ela e suas irmãs foram as primeiras religiosas a visitar prisioneiros na prisão de Kilmainham.
Em 1831, o esforço excessivo e a doença destruíram a saúde de Aikenhead, deixando-a inválida. Sua atividade foi incessante, no entanto, e ela dirigiu suas irmãs em seu trabalho heroico durante a praga de 1832, encarregou-as de novas instituições e as enviou em missões à França e em 1835 à Austrália.
Em 23 de janeiro de 1834, o Arcebispo Daniel Murray e a Madre Aikenhead fundaram o Hospital de São Vicente.
Morreu em Dublin, aos 71 anos, tendo deixado seu instituto em floração, a cargo de dez instituições, além de inúmeras missões e ramos de obras de caridade. Ela está enterrada no cemitério anexo a Santa Maria Madalena, Donnybrook.

## Causa da canonização
Mary Aikenhead recebeu o título de Serva de Deus em 1921. Em 18 de março de 2015, foi emitido um decreto proclamando suas virtudes heroicas. Isso lhe dá o direito de ser referida como a Venerável Mary Aikenhead.
O Mary Aikenhead Heritage Center detalha a vida de Mary e das Irmãs Religiosas da Caridade. Fica em Dublin no Hospital de Nossa Senhora, Harolds Cross no prédio chamado Monte de Nossa Senhora. Este é o lugar onde Mary Aikenhead passou o resto de sua vida. O edifício foi usado mais tarde para estabelecer o Hospício de Nossa Senhora em 1879.

## Legado
St. Margaret's Hospice, foi fundado em 1950; agora é chamado St. Margaret of Scotland Hospice.